# Livro de São Cipriano
O Livro de São Cipriano refere-se a diferentes grimórios dos séculos XVII, XVIII e XIX, todos pseudepigraficamente atribuídos a São Cipriano de Antioquia (que não deve ser confundido com o São Cipriano, bispo de Cartago). De acordo com a lenda popular, São Cipriano teria sido um feiticeiro que se converteu ao cristianismo.
A primeira edição conhecida em português data de 1846, contendo diversos rituais de ocultismo e exorcismo, supostamente magias e "simpatias" (conjurações populares), com múltiplas finalidades, inclusive para o cotidiano.
No Brasil, apesar de ser frequentemente associado às religiões afro-brasileiras, nada tem a ver com nenhuma delas, já que é herança popularizada na Europa do século XIX. Publicado no Brasil de maneira indiscriminada por vários editores, tornou-se um "almanaque ocultista" de fácil acesso que se diluiu na crendice popular.

## A lenda de São Cipriano

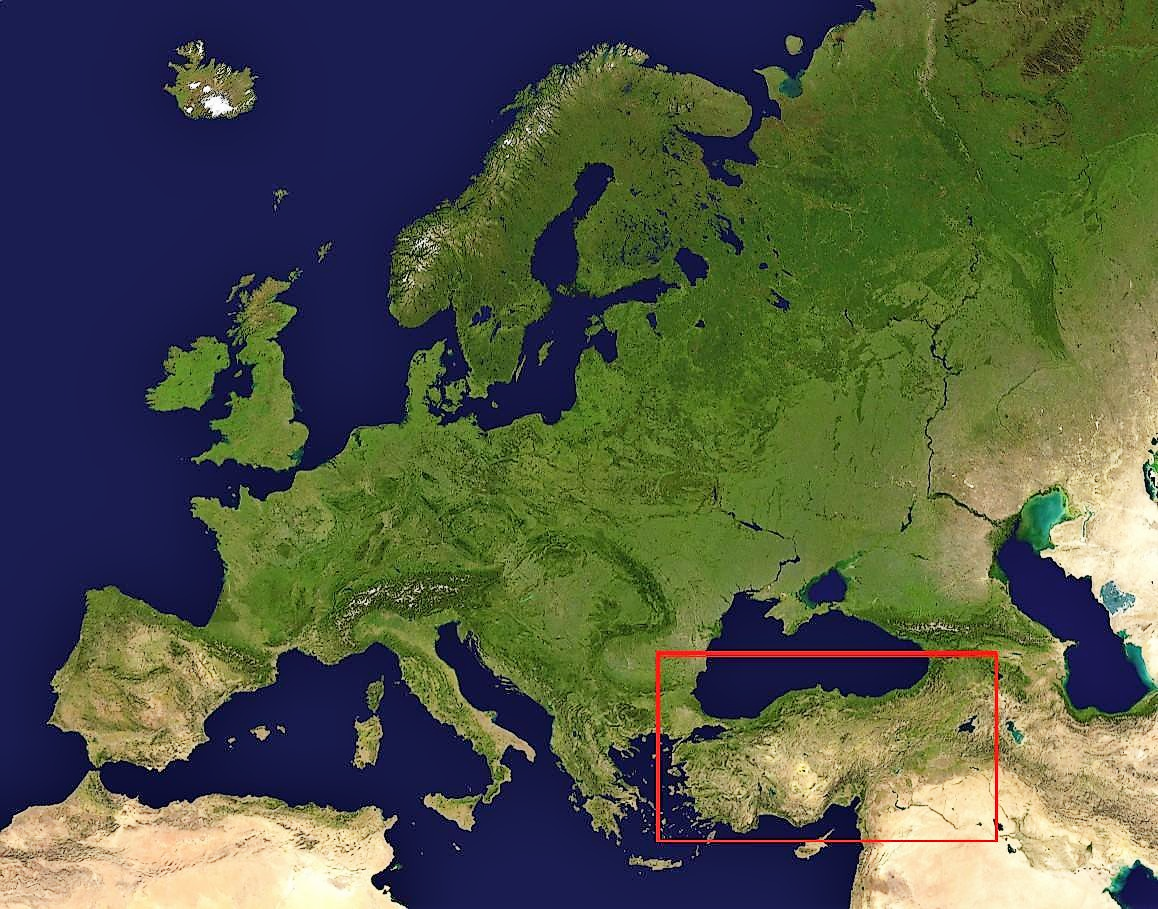
A localização da Anatólia no sudeste da Europa, onde ficava Antioquia, cidade natal de Cipriano

A lenda de Cipriano, tido como autor do livro, também conhecido como Cipriano de Antioquia, confunde-se com Cipriano de Cartago, santificado pela Igreja Católica. Apesar do abismo histórico que os afasta, as lendas combinam-se, e os Exorcistas de Cartago e os de Antioquia, muitas vezes, tornam-se um só na cultura popular. É comum encontrarmos fatos e características pessoais atribuídas equivocadamente. Além dos mesmos nomes, os mártires coexistiram, mas em regiões distintas.
Cipriano, o feiticeiro, é celebrado no dia 02 de outubro. Foi um homem que dedicou boa parte de sua vida ao estudo das ciências ocultas. Após deparar-se com a jovem Justina, com quem se casou, converteu-se ao Catolicismo.

## Edições na península ibérica
O Cipriano ibérico não é um texto único, mas sim vários textos em espanhol e português, principalmente do século XIX. Havia, no entanto, uma literatura cipriânica pré-moderna agora perdida, sem conexão aparente com qualquer obra existente além de ser inspirada pela lenda cipriânica.

### O Cipriano Português
A versão em português do Livro de Cipriano geralmente traz prefixos como "Grande e Verdadeiro", "O Único Completo" ou "Autêntico", e normalmente tem como subtítulo "O Tesouro do Feiticeiro". O conteúdo é aparentemente católico, embora profundamente enraizado em bruxaria, e é popular (principalmente no Brasil) entre os praticantes de Quimbanda, Umbanda, e Candomblé. O Tesouro do Feiticeiro contém muito pouca evocação, ao invés disso, baseia-se em tradições orais relacionadas a adivinhação, feitiços de cura, orações (incluindo alguns para o anjo da guarda), exorcismos, feitiço de amor, os locais de tesouro enterrado em toda Galiza, e às vezes até tratados sobre magnetismo animal - tudo definido dentro de uma estrutura do catolicismo popular. A maioria das edições começa com a lenda de São Cipriano e geralmente contém seções sobre alquimia, astrologia, cartomancia , conjuração de demônios, adivinhação, exorcismos, fantasmas, tesouros escondidos, magia do amor, magia da sorte, presságios, oniromancia, quiromancia e orações. Algumas edições também contêm histórias de sucesso de um camponês francês chamado Victor Siderol, que supostamente descobriu tesouros escondidos graças ao livro. As formas brasileiras do Tesouro do Feiticeiro variam drasticamente, embora as edições portuguesas sejam bastante estáveis (ao menos em comparação).

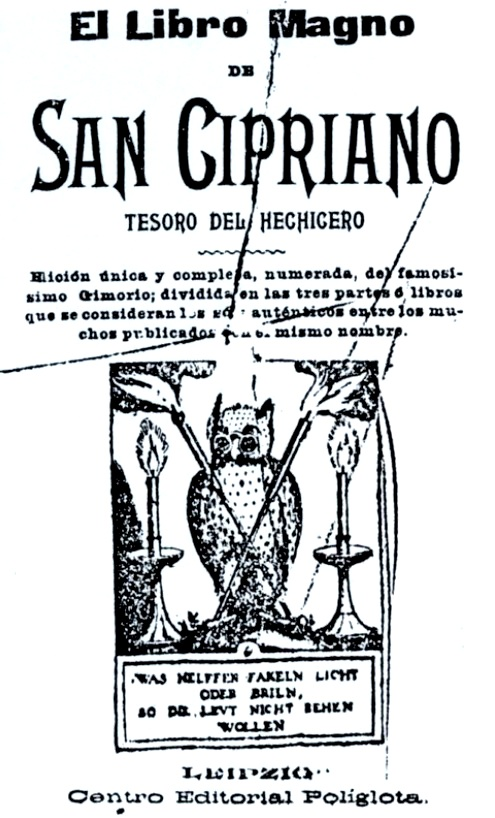
A página de título de uma edição espanhola

A edição mais representativa é a edição da Livraria Económica, que afirma ter comprado os direitos de tradução do livro pertencente a D. Gumerzindo Ruiz Castillejo y Moreno, proprietário da "Biblioteca Academica Peninsular Catalã". Segundo Leitão, a literatura cipriânica portuguesa representa uma combinação de crenças mágicas ibéricas e religião tradicional africana. O foco da Inquisição portuguesa no cripto-judaísmo (ao invés da bruxaria) tornou mais fácil para os praticantes de magia cristianizarem a magia ibérica tradicional e as crenças religiosas africanas importadas. A Inquisição involuntariamente ajudou nisso, tratando as práticas e crenças religiosas tradicionais africanas como formas desviantes do catolicismo, e não como algo fora da religião. Muitas dessas práticas teriam influenciado posteriormente a literatura cipriânica portuguesa. Leitão afirma ainda que a literatura cipriânica portuguesa se desenvolveu em três fases:
- o desenvolvimento de diversas tradições orais relativas a São Cipriano;[14]
- a coleção das tradições orais em um Livro "padrão" de Cipriano, que por sua vez deu origem a outras tradições orais sobre o próprio livro;[15]
- o livro padronizado sendo reorganizado, expandido e redigido com o advento da imprensa e do sincretismo sul-americano.[16]

### O Cipriano Espanhol
A maioria das versões em espanhol, que teria sido escrito por um Jonas Sulfurino, são semelhantes (embora distintas de) A Chave de Salomão, e são tipicamente uma repetição do Grande Grimório. A versão mais completa e popular, intitulada Libro Infernal, combina elementos do Grande Grimório, a Chave de Salomão e o Grand et Petit Albert. O Libro Infernal também foi traduzido para o italiano em 1920 por seu editor original.
A obra cipriânica mais antiga existente data de 1810 e afirma ter sido traduzida do latim. É intitulado "Heptameron ou elementos mágicos", mas apesar deste título tem pouca semelhança com o suposto grimório de Pietro d'Abano ou qualquer outro livro de feitiços europeu. Mais tarde, uma edição do Grande Grimório foi anexada a um livro sobre a Inquisição galega, alegado ser "o Ciprianillo". Em seguida, veio outra edição do Grande Grimório, que acrescentou o suposto monge copista Jonás Sufurino à lenda. Edições posteriores adicionaram material sobre magnetismo animal, cartomancia, hipnotismo, espiritualismo e a Franga Preta.